# Cielo (Mortal Kombat)
Los Cielos son un reino en la serie de videojuegos de Mortal Kombat.

## Sobre los Cielos
Como su nombre sugiere, los Cielos, son el reino en el que los dioses residen, y el destino de las almas que han muerto como seres moralmente bondadosos. No se sabe mucho de este misterioso reino, excepto que es uno de los dos únicos reinos que son infinitos en espacio, el otro es su opuesto polar, el Netherrealm.

## Especies nativas
Aunque es cuestionable, se considera que los Dioses son originarios de los Cielos. Sin embargo, el lugar de origen de los Dioses Mayores parece ser el universo mismo.

## Residentes notables
- Raiden: Dios Elemental del Trueno, y un antiguo Dios Mayor.
- Fujin: Dios Elemental del Viento.
- Dios de la Tierra: Dios Elemental de la Tierra
- Dios del Agua: Dios Elemental del Agua.
- Dios del Fuego: Dios Elemental del Fuego.
- Shinnok: Un Dios Mayor caído.

## Relaciones con otros reinos
Obviamente, la mayor amenaza a los Cielos es el Netherealm, su opuesto polar. Aunque no se menciona mucho en los juegos, se indica que tiene una relación neutral con los otros Reinos. Ya que es considerado un paraíso por los habitantes de Earthrealm, su habitantes lo apoyan.
- Datos: Q6411247